# Homokmégy
Homokmégy (em croata: Mieđa) é um município da Hungria, situado no condado de Bács-Kiskun. Tem 70,32 km² de área e sua população em 2015 foi estimada em 1.260 habitantes.